# Eugenia Șerban
Eugenia Șerban (n. 13 noiembrie 1969, București) este o actriță română.
În anul 2003, în filmul "Dulcea saună a morții", Eugenia Șerban a fost protagonista unor scene de sex cu o femeie într-o saună, prima de acest gen într-un film românesc.
În anul 2014, după ce  a renunțat la implanturile mamare care i-au provocat necroza sânilor datorită unui malpraxis,
Eugenia Șerban risca să-și piardă viața dacă nu alegea extirparea ambilor sâni, aparent singura soluție salvatoare.
Eugenia Șerban a fost căsătorită în tinerețe cu un bărbat de origine arabă. Actrița a divorțat de acesta când fiul ei avea doi ani.

## Filmografie
- Iubire ca in filme
- Inimă de țigan (2007-2008) - Renata 4:3
- Îngerașii (2008-2009) - Flavia Dew 16:9